# 김존해
김존해(金尊楷)는 임진왜란 때, 일본에 끌려간 조선 도공으로 아가노 자기 및 고다 자기의 초석을 세운 인물이다. 김전계 또는 김존계로도 불린다.
임진왜란 때, 경상도 사천 십시 지방(현 사천시)에서 가토 기요마사에 의해 일본에 끌려와 가라쓰에 정착한 후, 조선으로 건너가 고려청자 기법을 익힌 후 다시금 일본으로 도항했다.
1602년 다도에 조예가 깊은 센노 리큐의 제자 호소카와 다다오키에 초대를 받아 부젠 다가와군 아가노에 가마를 열었으며, 아가노 기조 다카쿠니(上野喜蔵高国)로 개명하였다. 이후 30여년간 호소카와 가문의 비호 속에 많은 도자를 구웠지만, 고쿠라번 2대 번주 호소카와 다다토시가 히고 구마모토번으로 전봉되자, 구마모토 번으로 이주해 그의 장남 및 3남과 함께 히고 국 야쓰시로군 고다에 가마를 열어 고다 자기를 굽기 시작했다. 아가노의 가마는 2남과 사위가 계승하였다.
자신을 비호해준 고쿠라 번 초대 번주 호소카와 다다오키가 죽자 불문에 입적하여 소세이(宗清)이란 법명을 사용했으며, 1654년 89세로 생을 마감했다.

## 같이 보기
- 강항
- 여대남
- 이경보
- 이삼평
- 이작광
- 호소카와 다다오키